# Hendrik van Beek
Hendrik van Beek (Amsterdam, 24 marzo 1816 – Breda, 15 ottobre 1884) è stato un vescovo cattolico olandese.

## Biografia
Studiò nei seminari di Hageveld e Warmond e fu ordinato prete nel 1842.
Fu nominato vicario foraneo di Haarlem nel 1851 e nel 1862 vicario generale della diocesi.
Eletto vescovo di Breda nel 1874, si rivelò un abile amministratore.
Nel 1880 fondò la congregazione delle francescane di Sant'Elisabetta per l'assistenza domiciliare agli ammalati.
Morì nel 1884.

## Genealogia episcopale
La genealogia episcopale è:
- Vescovo Johannes Wolfgang von Bodman
- Vescovo Marquard Rudolf von Rodt
- Vescovo Alessandro Sigismondo di Palatinato-Neuburg
- Vescovo Johann Jakob von Mayr
- Vescovo Giuseppe Ignazio Filippo d'Assia-Darmstadt
- Arcivescovo Clemente Venceslao di Sassonia
- Arcivescovo Massimiliano d'Asburgo-Lorena
- Vescovo Kaspar Max Droste zu Vischering
- Vescovo Ludovicus van Wijkerslooth van Schalkwijk
- Arcivescovo Joannes Zwijsen
- Vescovo Gerardus Petrus Wilmer
- Vescovo Hendrik van Beek